# Primorsko
Primorsko (Bulgaars: Приморско) is een kleine stad en een bekende badplaats in het oosten van Bulgarije in de oblast Boergas gelegen aan de Zwarte Zee. Op 31 december 2018 telde de stad Primorsko 2.924 inwoners, terwijl de gemeente Primorsko, waarbij ook de stad  Kiten en de omliggende 4 dorpen bij worden opgeteld, 6.124 inwoners had.